# دیوید برایتول
دیوید برایتول (انگلیسی: David Brightwell؛ زادهٔ ۷ ژانویهٔ ۱۹۷۱) بازیکن فوتبال اهل بریتانیا است.
از باشگاه‌هایی که در آن بازی کرده‌است می‌توان به باشگاه فوتبال استوک سیتی، باشگاه فوتبال دارلینگتون، باشگاه فوتبال هال سیتی، باشگاه فوتبال بلکپول، باشگاه فوتبال لینکولن سیتی، باشگاه فوتبال کارلایل یونایتد، باشگاه فوتبال منچستر سیتی، باشگاه فوتبال نورث‌همپتون تاون، و باشگاه فوتبال برادفورد سیتی اشاره کرد.